# LDS (konstruktor)
LDS (pełna nazwa Louis Douglas Serrurier) – były południowoafrykański konstruktor wyścigowy, założony w 1956 roku przez południowoafrykańskiego kierowcę wyścigowego Douga Serruriera.